# Agan
L'Agan (en russe : Аган) est une rivière de Sibérie en Russie, longue de 544 km, affluent gauche du Tromégan (bassin versant de l'Ob).

## Géographie
Le bassin versant de l'Agan a une superficie de 32 200 km2 (surface un peu supérieure à celle du royaume de Belgique). Son débit moyen à la confluence est de plus ou moins 300 m3/s équivalent au débit moyen de la Seine à Paris.
L'Agan coule dans l'est du district autonome des Khantys-Mansis. Son cours est entièrement situé dans la plaine de Sibérie occidentale. Il prend sa source dans les collines des Ouvaly de Sibérie et se jette dans la Tromégan en amont de Sourgout. Son débit moyen est de 300 m3/s. Le cours d'eau est gelé de novembre à mai.

## Hydrométrie - Les débits à Agan
Le débit de l'Agan a été observé pendant 23 ans (durant les années 1960-1987) à Agan, localité située à 87 kilomètres de son confluent avec le Tromégan.
Le débit inter annuel moyen ou module observé à Agan durant cette période était de 275 m3/s pour une surface prise en compte de 29 800 km2, soit plus ou moins 92 % de la totalité du bassin versant de la rivière qui en compte 32 200. La lame d'eau écoulée dans le bassin versant atteint le chiffre de 292 millimètres par an, ce qui peut être considéré comme élevé, et correspond aux mesures effectuées sur les autres cours d'eau de la région (partie nord de la plaine de Sibérie occidentale).
Rivière alimentée en grande partie par la fonte des neiges, mais aussi par les pluies d'été et d'automne, l'Agan est un cours d'eau de régime nivo-pluvial.
Les hautes eaux se déroulent au printemps et au début de l'été, de mai à juillet inclus, ce qui correspond au dégel et à la fonte des neiges de son bassin. En juillet puis en août, le débit baisse fortement, puis se stabilise à un niveau appréciable tout au long du reste de l'été et de l'automne. Au mois de novembre, le débit de la rivière baisse à nouveau, ce qui constitue le début de la période des basses eaux. Celle-ci a lieu de décembre à avril inclus et correspond aux gels intenses de l'hiver qui s'abattent sur toute la région.
Le débit moyen mensuel observé en mars (minimum d'étiage) est de 80,0 m3/s, soit plus ou moins 11 % du débit moyen du mois de juin, maximum de l'année (730 m3/s), ce qui souligne l'amplitude assez modérée des variations saisonnières. Sur la durée d'observation de 23 ans, le débit mensuel minimal a été de 48,5 m3/s en avril 1969, tandis que le débit mensuel maximal s'élevait à 1 060 m3/s en juin 1979.
En ne considérant que la période estivale, libre de glaces (de juin à septembre inclus), le débit mensuel minimal observé a été de 141 m3/s en septembre 1961, ce qui restait plus que confortable.